# Floradas na Serra (telenovela)
Floradas na serra foi uma telenovela brasileira exibida pela TV Cultura entre 3 e 28 de agosto de 1981, escrita por Geraldo Vietri, baseada num romance homônimo de Dinah Silveira de Queiróz e dirigida por Atílio Riccó, com 20 capítulos.

## Sinopse
A trama gira em torno de quatro moças num internato para recuperação de tuberculosos em Campos do Jordão.
O casal principal é formado por Elsa e Flávio. Elsa deixa São Paulo ao descobrir-se doente, deixando para trás seu noivo. Em Campos do Jordão, se envolve emocionalmente com um interno, o pintor Flávio.
O segundo casal é formado por Lucília e Bruno, um escritor casado, também em recuperação. O envolvimento de Lucília vai levá-la às últimas consequências, com final quase trágico. A terceira moça é Letícia, apaixonada pelo seu médico, o Dr. Celso, e que lutar pelo seu amor contra Olívia, noiva dele. A quarta moça, Turquinha, apaixona-se por Moacir, que morre tuberculoso, e ela, inconformada, tem um final infeliz. A quinta moça Belinha, também tem um  final infeliz.

## Elenco
Elenco de Floradas na Serra:
| Ator                | Personagem                 |
| ------------------- | -------------------------- |
| Bete Mendes         | Elsa Maia                  |
| Amaury Alvarez      | Flávio Mascarenhas         |
| Carmen Monegal      | Lucília de Castro Reis     |
| Fernando Peixoto    | Bruno                      |
| Cláudia de Castro   | Letícia                    |
| Walter Breda        | Dr. Celso Monteiro         |
| Débora Seabra       | Belinha                    |
| Sérgio Buck         | Moacir Vitor Ferreira      |
| Silvana Teixeira    | Olívia                     |
| Édson França        | Gustavo                    |
| Lucélia Machiavelli | Mãe de Firmina             |
| Elizabeth Hartmann  | Araci                      |
| Maioko kozonoi      | Inaki                      |
| Emilio Di Biasi     | Dr. Nilton                 |
| Teresa Convá        | Josefa                     |
| Marcos Caruso       | Gumercindo Cordeiro Leitão |
| Cleyde Yáconis      | Matilde Maia               |
| Ivete Bonfá         | dona Sofia                 |
| Ulisses Bezerra     | Maneco                     |
| Arlete Diniz        | Turquinha                  |
| Eunice Mendes       |                            |
| Assunta Mantelli    |                            |

## Curiosidades
- A telenovela foi inteiramente gravada em Campos do Jordão.[1]
- A TV Cultura reprisou Floradas na serra entre 27 de junho e 29 de julho de 2005 em 16 capítulos.[1]
- Geraldo Vietri faria dez anos depois uma readaptação do romance novamente para televisão para a Rede Manchete.[1]
- Já havia rendido também uma versão cinematográfica, no filme de Luciano Salce de 1954, com Cacilda Becker e Jardel Filho nos papéis principais.[1]